# Wayne, New York
Wayne är en kommun (town) i Steuben County i delstaten New York. Vid 2020 års folkräkning hade Wayne 1 009 invånare.